# Asosa-Zone
Die Asosa-Zone ist eine der 3 Zonen in der Region Benishangul-Gumuz in Äthiopien. Diese Zone wird im Nordosten vom Fluss Abbay und im Westen vom Fluss Dabus begrenzt.
Die namensgebende und größte Stadt der Zone ist Asosa, daneben ist auch die Stadt Bambasi von Bedeutung. Der sich am höchsten erhebende Punkt ist der Berg Bambasi.

## Verwaltungsgliederung
Die Zone Asosa wird unterteilt in 8 Woredas:
- Asosa
- Begi
- Bambasi
- Komescha
- Kormuk
- Menge
- Oda Godere
- Scherkole